# Munidopsis alaminos
Munidopsis alaminos is een tienpotigensoort uit de familie van de Munidopsidae. De wetenschappelijke naam van de soort is voor het eerst geldig gepubliceerd in 1970 door Pequegnat & Pequegnat.